# Giovanni Bianconi
Giovanni Bianconi (* 22. März 1891 in Minusio; † 7. März 1981 ebenda) war ein Schweizer Lehrer, Holzschnitzer und Heimatforscher.

## Leben
Giovanni Bianconis Eltern waren Alessandro Bianconi aus Mergoscia und dessen Ehefrau Margherita, geborene Rusconi. Der Vater war aus Amerika zurückgekehrt und arbeitete als Bauer in Minusio. Sein Bruder war der Schriftsteller, Übersetzer, Dozent und Kunsthistoriker Piero Bianconi.
Nach dem Besuch des Priesterseminars in Lugano, das er bereits als Kind besuchte, zog er zwanzigjährig in die Deutschschweiz. Er war als Lehrer und Postbeamter tätig, studierte dann an der Kunstgewerbeschule St. Gallen und Anfang der 1920er Jahre an der Akademie der bildenden Künste Stuttgart, dort kam er in Kontakt mit dem Expressionismus der Brücke. Nach seiner Ausbildung war er anfänglich in Locarno als Zeichenlehrer tätig. Er widmete er seine gesamte Freizeit seinen Leidenschaften: Silografie und Malerei von 1920 bis 1950, Lyrik in Dialekt von 1940 bis 1960 und ethnografische Studien von 1955 bis 1981.
Er wurde durch den Holzschnitzer Aldo Patocchi (1907–1986) sowie weitere Künstler aus dem Kanton Tessin wie Bruno Nizzola (1890–1963), Ugo Zaccheo (1882–1972), Daniele Buzzi (1890–1974) und Max Uehlinger (1894–1981), die seine Arbeit schätzten, angeregt, ebenfalls als Holzschnitzer zu arbeiten. Für seine Arbeiten erhielt er verschiedene Auszeichnungen, so auf der Internationalen Schwarz-Weiss-Ausstellung in Lugano und 1950 den Premio Charles Veillon für Bildende Kunst. Seine fast 500 künstlerischen Holzschnitte, von denen ungefähr ein Drittel Porträts und zwei Drittel Landschaftsdarstellungen sind, waren vom deutschen Expressionismus beeinflusst. Dazu kamen noch etwa hundert Tempera- und Ölbilder, und ab und zu ein Fresko bei Kapellenrenovationen.
Ende der 1950er Jahre gab er den Holzschnitt auf, um sich poetisch und wissenschaftlich mit dem Tessiner Dialekt zu beschäftigen. Dabei wurde er durch die Schriftsteller Giuseppe Zoppi und Francesco Chiesa ermutigt.
Giovanni Bianconi war verheiratet mit Rita, geborene Planzi. Ihr gemeinsamer Sohn ist der Sprachwissenschaftler Sandro Bianconi (* 1933). Bianconi wurde auf seinen Wunsch hin in Mergoscia begraben, dem Dorf seiner Vorfahren.
1990 schenkte sein Sohn Sandro der Pinacoteca comunale Casa Rusca in Locarno 274 Hölzer, 231 Holzschnitte und weitere Werke seines Vaters.

### Schriftstellerisches Wirken
Giovanni Bianconis Dialektgedichte handeln vorzugsweise vom Tod sowie von einer Welt in der Schwebe zwischen der bäuerlichen Kultur und der Industrialisierung. Bedeutend sind seine zahlreichen ethnologischen Studien. Zu seinen schriftstellerischen Veröffentlichungen stellte er dem kantonalen Amt für historische Denkmäler ungefähr 5000 Fotografien zur Verfügung. Was Bianconi erreicht hat, ist sein intellektuelles Selbstporträt und auch ein großes emotionales Porträt des Landes, in dem er lebte.

## Schriften (Auswahl)
- mit Ottavio Profeta: Il pane. Eroica, Mailand 1926.
- Arte in Valle Maggia. Istituto editoriale ticinese, Bellinzona 1937.
- mit Pio Ortelli: Appunti di un mobilitato. Istituto editoriale ticinese, Bellinzona/Lugano 1941.
- mit Walter Keller: Tessiner Märchen. Zürich 1941.
- Garbiröö: Poesie in dialetto ticinese con un autoritratto giovanile dell’autore, una copertina e dodici legni incisi dallo stesso. Editore P. Romerio, Locarno 1942.
- mit Walter Keller: Fiabe popolari ticinesi. Schweizerisches Jugendschriftenwerk, Zürich 1942.
- mit Rinaldo Bertossa: Il passo dei lupi: racconto. Schweizerisches Jugendschriftenwerk, Zürich 1943.
- Ofel dal specc. Poesie in dialetto. Minusio 1944.
- mit Piero Bianconi, Josy Priems: Kreuze und Kornleitern im Tessin: Erwandertes, Erlebtes. Büchergilde Gutenberg, Zürich 1946.
- mit Giuseppe Mondada: Pescatori. Schweizerisches Jugendschriftenwerk, Zürich 1946.
- mit Cesar Scattini: Il Piano di Magadino. Schweizerisches Jugendschriftenwerk, Zürich 1947.
- mit Bruno Pedrazzini: Svizzeri nel mondo. Schweizerisches Jugendschriftenwerk, Zürich 1949.
- Spondell: poesie in dialetto. Selbstverlag, Minusio 1949.
- Mes e stagion. Leins e Vescovi, Bellinzona/Zürich 1950.
- Ornamenti. Schweizerisches Jugendschriftenwerk, Zürich 1951.
- Diciotto poesie ticinesi. Milano (All’insegna del Pesce d’Oro) 1951. (Strenna del Pesce d’Oro).
- mit Virgilio Gilardoni: Artigiani. Schweizerisches Jugendschriftenwerk, Zürich 1953.
- Paesin ca va: poesie in dialetto. Minusio, 1957.
- Artigianati scomparsi: l’industria della paglia in Onsernone, la pietra ollare in valle di Peccia, i coppi del Sottocen. Tipografia Stazione, Locarno 1965.
- Alegher: una scelta di versi dialettali da: Garbiröö, Ofell dal specc, Spondell, Paesin, Ca va. Tipografia Legnazzi e Scaroni, Locarno 1968.
- Vallemaggia. Edizioni L.E.M.A., Agno 1969.
- Costruzioni cilindriche. Pedrazzini, Locarno 1970.
- Tutte le poesie. (L’Acero), Edizioni Pantarei, Lugano  1972.
- Artigianati scomparsi. Armando Dado Editore, Locarno, 1978.
- Legni e versi. 73 stampe e 15 poesie. Armando Dado Editore, Locarno  1978.
- Ticino com'era: con 256 vecchie fotografie. Armando Dado Editore, Locarno 1979.
- Roccoli del Ticino. Armando Dado Editore, Locarno 1981.
- Ragazzi malavita. Baldini & Castoldi, Milano 1997.
- Tre generazioni: venticinque poesie in dialetto. Armando Dado Editore, Locarno 2011.